# برلینگتون (مین)
برلینگتون (به انگلیسی: Burlington) یک منطقهٔ مسکونی در ایالات متحده آمریکا است که در شهرستان پنوب‌اسکات، مین واقع شده‌است. برلینگتون ۱۴۵٫۶۹ کیلومتر مربع مساحت و ۳۷۳ نفر جمعیت دارد.